# Luis Zelaya
Luis Orlando Zelaya Medrano (Tegucigalpa, 24 de octubre de 1967) es un ingeniero industrial y político hondureño. Fue presidente del Partido Liberal de Honduras y líder de la Plataforma Ciudadana por Honduras.
Fue rector de UNITEC, candidato presidencial en las elecciones de 2017 y precandidato presidencial en las elecciones internas de 2021 actualmente es Precandidato presidencial por el Partido Liberal por el movimiento "Recuperar Honduras", en las elecciones internas de 2025

## Familia y vida privada
Es hijo de Roberto Zelaya Echeverría, quien falleció en noviembre de 2018, y de Martha Medrano, siendo el quinto de seis hermanos. Está casado con Anna Lucía Acosta Marchetti desde hace más de 25 años, con quien procreó tres hijos: Lucía, Valentina y Luis Manuel Zelaya Acosta.
En marzo de 2019, Martha Medrano de 79 años, acompañada por su hijo Iván, aseguró que Zelaya y cuatro de sus hermanos: Isidro Roberto, Omar Edgardo, Marta Lizeth y José Rodolfo, la demandaron para dejar sin validez el último testamento de su difunto esposo, que la nombró como única heredera de bienes, para hacer valer otro en beneficio de ellos. Tras el escándalo generado, Zelaya respondió que la acción legal buscaba «proteger a su madre» y «respetar la voluntad de su padre», impidiendo que los bienes quedaran en posesión de su hermano con problemas económicos; y también criticó que algunos medios de comunicación exhibieron su disputa familiar para afectar su imagen política. El 20 de agosto se llevó a cabo la primera audiencia de conciliación entre las partes, la cual fue postergada por la ausencia de Luis Zelaya y su hermana.

## Estudios y trayectoria profesional
Creció en el barrio Country, de Comayagüela. Comenzó sus estudios en el Instituto San Francisco y al finalizar su secundaria viajó a México, para adquirir un título en la carrera de Ingeniería Industrial e Ingeniería en Sistemas, en el Instituto Tecnológico y de Estudios Superiores de Monterrey.
Regresó a Honduras y trabajó en una fábrica de muebles de madera. A los 23 años puso un negocio de fabricación de muebles tapizados y trabajos de madera. Entró como coordinador de laboratorios a la Universidad Tecnológica Centroamericana (UNITEC), donde en 1997 obtuvo su maestría en Administración de Empresas con énfasis en Finanzas. Luego, mediante un convenio con la Organización de las Naciones Unidas para el Desarrollo Industrial, obtuvo en UNITEC un postgrado en Administración de la Tecnología e Innovación Tecnológica, y otro en Productividad y Calidad. 
Siguió como docente de esta universidad privada y como coordinador de laboratorios, pasando a ser jefe de las carreras de Ingeniería, decano y después vicerrector, para finalmente convertirse en rector de Unitec de 2005 a noviembre de 2016, cuando renunció al cargo para buscar la presidencia de la República. Como rector de Unitec fue parte del equipo que creó Ceutec y también del grupo que hizo la expansión de esta misma universidad.

## Ámbito político

### Candidato presidencial
Zelaya había participado en política hace más de 20 años, trabajando con la Juventud Liberal, y al lado de su hermano Iban Zelaya Medrano, quien fue diputado del Congreso Nacional.
El 1 de noviembre de 2016 anunció su candidatura como precandidato del Partido Liberal de Honduras. Aunque las encuestas no lo daban como favorito, Zelaya obtuvo 344,431 votos (un 56.88%) con el movimiento "Por Honduras, por nosotros", superando a su principal adversaria, Gabriela Núñez, que obtuvo el 32.97%.
Como candidato oficial del Partido Liberal para las elecciones generales de 2017, su propuesta se denominó Plan Esperanza; aseguró que en su administración habría oportunidades para todos y privilegios para nadie. El liberal propuso atacar las causas del delito y la criminalidad, y sus consecuencias, para una Honduras con seguridad. Además apostó a elevar la educación en Honduras, una educación que ha sido fallida en términos de cobertura, calidad, eficiencia y eficacia.
El domingo 26 de noviembre de 2017, Zelaya perdió las elecciones con 484,187 votos (el 14.74%), quedando en tercer lugar detrás del ingeniero Salvador Nasralla (41.42%) por la Alianza de Oposición contra la Dictadura, y del abogado y candidato por la reelección Juan Orlando Hernández (42.95%), del Partido Nacional de Honduras, según los resultados finales dados por el Tribunal Supremo Electoral de Honduras (TSE). La cifra representó el mayor fracaso del Partido Liberal desde el comienzo de la era democrática en 1982. Casi un mes después de las elecciones, Zelaya impugnó los resultados ante el TSE, afirmando que hubo fraude electoral y que el verdadero ganador fue Salvador Nasralla.

### Presidencia del Partido Liberal
En septiembre de 2018, por moción de Luis Zelaya, el Consejo Central Ejecutivo del Partido Liberal expulsó a 17 diputados de esa institución política, bajo acusaciones de rebeldía y deslealtad, por votar en el Congreso a favor de una junta interventora en el Registro Nacional de las Personas. Medio año después la expulsión fue anulada por el ente electoral del país.
En noviembre de 2018, Luis Zelaya y el jefe de bancada del PL en el Congreso y excandidato presidencial, Elvin Santos, tuvieron una disputa pública luego que Luis denunció por deslealtad a Elvin ante el PL y pidió su expulsión; el partido atendió la denuncia y citó a Elvin. Las fricciones continuaron en enero de 2018, cuando Zelaya anunció que Santos había sido reemplazado en la jefatura de bancada por Víctor Barahona. Al final, la bancada escogió a Mario Segura como jefe, quien pidió a Luis parar los ataques contra líderes del partido.

### Elecciones Internas 2021
El 14 de marzo de 2021 se realizaron elecciones internas en las cuales participaron los 3 partidos tradicionales, el Partido Nacional, Partido Libertad y Refundación y el Partido Liberal en el cual milita Luis Zelaya. Al término del lento conteo del CNE de Honduras, se declara ganador de las internas del partido Liberal al ex convicto Yani Benjamín Rosenthal Hidalgo, en medio de fuertes denuncias de fraude, los resultados fueron así:
Yani Rosenthal: 336,785 Votos (49.66%)
Luis Zelaya: 232,186 Votos (34.24%) 
Dario Banegas: 109,227 Votos (16.11%) 

#### Líder de oposición
Luis Zelaya lidera, junto a Salvador Nasralla, la Plataforma Ciudadana por Honduras, y es miembro de la Acción Ciudadana Contra la Dictadura, opositoras al gobierno de Juan Orlando Hernández. Luego que Hernández fuera mencionado en el juicio por narcotráfico contra su hermano Tony Hernández, y tras éste ser hallado culpable en octubre de 2019, Zelaya y Nasralla llamaron a una «insurrección pacífica». Además, el 20 de ese mes pasó a integrar junto a otros líderes de oposición la Coalición de Unidad de Oposición Fuera Dictadura, para expulsar Juan Orlando Hernández del poder.